# Nicolas Marty
Nicolas Marty (Perpinyà, 29 de març del 1969) és un historiador francès, especialista en història socio-econòmica i professor d'història contemporània a la Universitat de Perpinyà. Marty és catedràtic amb tesi doctoral del 2000 amb la qual obté el premi François Boudon el 2001. També és membre i director (2011 a 2015) del Centre de Recerca de les Societats Mediterrànies (CRHISM - EA 2984). D'ençà el 2016 és vicepresident de la Universitat de Perpinyà, encarregat de la qualitat.

## Publicacions
- Comprendre la crise catalane, Editions Cairn, Morlàas, 2019, 225 p. (ISBN 9782350687025)
- L'invention de l'eau embouteillée. Qualité, normes et marchés de l'eau en bouteille en Europe 19e-20e siècles, Bruxelles, Berlin, PIE Peter Lang, 2013, 397 p.
- Perrier, c’est Nous ! Histoire de la Source Perrier et de son personnel, Paris, Editions de l'Atelier, 2005, 254 p.
- avec Antonio Escudero (éd.), Consommateurs, consommation, XVIIe, XXIe siècle, regards franco-espagnols, Alicante, Perpignan, Publicacions de la universitat d'Alacant, Presses Universitaires de Perpignan, 2016, 336 p.
- avec André Balent, (dir.), Catalans du nord et Languedociens et l'aide à la République espagnole, 1936-1946, Perpignan, Presses Universitaires de Perpignan, Ville de Perpignan, direction de la Culture, Association Maitron Languedoc Roussillon, 2010, 202 p.
- avec Esteban Castañer-Muñoz (dir.), Histoire et patrimoine de la société industrielle en Languedoc-Roussillon - Catalogne : les enjeux de la recherche et de la conservation, Presses universitaires de Perpignan, coll. Études, 2008, 272 p.
- (coll.) Nouveau dictionnaire de biographies roussillonnaises, 1789-2011, vol.1, tome 1, Pouvoirs et société : administration, armées, économie, églises, justice, mouvements et organismes sociaux, politique, presse politique et d'information générale, Pézilla-la-Rivière, Publications de l'Olivier, 2011, 702 p.